# 米子北斗中学校・高等学校
米子北斗中学校・高等学校（よなごほくとちゅうがっこう・こうとうがっこう）は、鳥取県米子市夜見町にある私立中学校・高等学校。

## 概要
学校法人翔学園が運営する、鳥取県初の中高一貫校である。同法人が運営する米子北高等学校は姉妹校。
進学校であるが部活動も盛んで、バレーボール部は春高バレーに4回の出場経験がある。

## 教育方針

### 教育目標
- 生徒の能力、適性を充分に伸長させるとともに、知、徳、体の調和の取れた人間の育成をめざす[4]。
- 中高一貫教育により能率的、計画的な自学自律の態度を養い、豊かな教養を身につけるとともに基礎学力の充実をめざす[4]。
- クラブ活動などの自主的活動を通して、協調性、責任感を培うとともにたくましい精神力と体力の育成をめざす[4]。

### 校訓
「自学自律」

### スクールポリシー
- 育てたい資質・能力（グラデュエーションポリシー）
  - 主体的な学習によって知識、教養を習得し、それらを活かしてさまざまな課題解決に取り組み、他者と関わりながら自己を認識、承認すると共に他者を尊重し、多様性への理解を深め、受容し、地域、国際を問わず社会に存在する課題に目を向けようとする姿勢と態度。
- 教育活動（カリキュラムポリシー）
  - 教科学習の基礎力の定着と発展により、目標達成と、さまざまな課題解決の基盤となる力を育成する。
  - 日々の活動記録や教員との面談により、目標に向けた計画的な学習習慣と行動力を育成する。
  - 探究的な学びにより探究心の深化を図り、主体性、思考力、表現力、協働性を育成する。
  - 教科学習及びその他諸行事によりキャリア観と進路意識を育成する。
- 入学時に期待される生徒像（アドミッションポリシー）
  - 興味、関心を大切にし、主体的に学習に取り組み、振り返りをしながら継続的に自己の学力向上に努めようとする生徒。
  - 自らの進路目標を設定し、自己管理と計画性をもって行動しようとする生徒。
  - 自他を尊重し、協働性をもって諸活動に取り組もうとする生徒。
  - 地域、国内外に目を向け、課題解決に主体的に行動しようとする生徒。
  - 学校生活を通して自身の可能性を広げる意欲をもち、積極的に諸活動に取り組もうとする生徒。

## 沿革
「学校概要」（米子北斗中学校・高等学校ホームページ）を参照。
- 1958年（昭和33年） - 学校法人米子北高等学校設立。
- 1987年（昭和62年） - 法人名を学校法人翔英学園に変更。鳥取県知事より、米子北斗中学校・高等学校の設置認可を受ける。
- 1988年（昭和63年） - 鳥取県内唯一の中高一貫校として、米子北斗中学校・高等学校が開校。初代校長 久城和明 就任。
- 1991年（平成3年） - 高校第1回卒業式を実施。同窓会「北翔会」が発足。高校の募集を停止。
- 1994年（平成6年） - 中高一貫1期生が卒業。
- 1995年（平成7年） - 第2代校 生田雅彦 就任。
- 1998年（平成10年） - 創立10周年記念式典を挙行。
- 2004年（平成16年） - 高校募集を再開。
- 2008年（平成20年） - 創立20周年記念式典を挙行。
- 2009年（平成21年） - 第3代校長 平松民雄 就任。
- 2013年（平成25年） - 第4代校長 山内晃 就任。
- 2018年（平成30年） - 第5代校長 金山文隆 就任。
- 2021年（令和3年） - 第6代校長 永見真 就任。

## 部活動・同好会

### 運動部
- テニス部
- サッカー部
- 陸上部
- バレーボール部
- 軟式野球部
- バドミントン部
- 剣道部
- ゴルフ部
- 水泳部

### 文化部
- JRC部
- ESS部
- 音楽部
- 美術部
- 放送部
- 新聞部
- 囲碁部
- プログラミング部

## 姉妹校
- 学校法人翔英学園
  - 米子北高等学校
  - みずほ幼稚園
  - 東みずほ幼稚園

## 著名な出身者
- 南波美紅（元バレーボール選手）